# تيري ر. سبينس
تيري ر. سبينس (بالإنجليزية: Terry R. Spence)‏ هو سياسي أمريكي، ولد في 30 نوفمبر 1941 في ويلمنغتون في الولايات المتحدة. حزبياً، نشط في الحزب الجمهوري.